# 中国回教協会
中国回教協会（ちゅうごくかいきょうきょうかい; 繁: 中國回教協會; 拼音: Zhōngguó Huíjiào Xiéhuì）は、中華民国（台湾）のイスラーム組織。台湾で最大のイスラーム組織であり、台北清真寺など台湾のモスクの多くを運営している。回教は「イスラム教」の意。
日中戦争中の1938年、以前から日本が進めていたムスリム懐柔政策に対抗して、当時中華民国の首都であった漢口にて中国国民党の軍人である白崇禧を中心としてムスリムの全国組織を作るために設立された。1949年、日中戦争終結後に始まった国共内戦で中国共産党に敗れ台湾へ撤退することになった国民党とともに台湾へ渡り、1958年に復会した。その後はイスラーム諸国との関係発展を目指す台湾政府の支援を受けながらムスリムの地位を向上させるための活動を行い、公的機関と連携しながらハラール認証やムスリムフレンドリー化などを進めている。

## 現況
中国回教協会の会員数は1997年の時点で7000人余りである。現在、台湾には約30万人のムスリムが在住しているが、これらの多くは出稼ぎ労働者で、多くは回教協会には加入していないため、会員数は台湾の定住ムスリムの数とほぼ一致している。
中国回教協会は、イスラーム諸国との関係を重視してイスラームを尊重する姿勢を示している台湾政府からの支援を受けており、ムスリムの義務のひとつであるマッカ巡礼には政府から補助金が出されている。協会の運営資金は主にムスリムによる募金から賄われているが、地方自治体や政府からの助成金も資金源の一つとなっている。また、サウジアラビアのメッカに拠点を置く国際NGOのムスリム世界連盟からの支援も受けている。

## 歴史

### 結成の背景
清末から中華民国初期、アホンと呼ばれるイスラーム宗教指導者などのムスリム知識人たちは、西アジアを訪れて新鮮なイスラーム知識を学び、マッカへの巡礼を行うようになっていった。本場のイスラームに触れた彼らは中国イスラームの改革の必要性を感じ、1912年、アホンである王浩然が北京で中国回教倶進会を発起した。倶進会は各地のムスリム代表者や資産家の支持を受け全国に支部を建立し、徐々にではあるが全国規模の組織になろうとしていた。しかし、国民政府は、1936年、北京政府時代に段祺瑞の属下だった、回族の馬良らが創設を画策した「中華回教公会」を公認。同年、倶進会は国民政府の方針に従った北京市によって解散させられた。しかしながら、その中華回教公会も、馬良の個人的野心を嫌うムスリム知識人層の反発を招いてすぐに立ち消えた。
その結果、日中戦争直前、中国には全国規模のイスラーム組織は存在しなかった。しかし、以前から中国への進出を進めていた日本は、当時5000万人いたというムスリムや回族の戦略的価値にいち早く目をつけており、満洲事変後の1933年3月に内蒙古の回教工作のため、善隣協会の前身である日満協会を東京で、1934年に満洲伊斯蘭協会を満洲で設立し、次に内蒙古に「西北回教総連合会」を設立した。日中戦争勃発後の1938年2月、北京の牛街清真寺にて中国回教総連合会を設立し、顧問としてイスラーム学者の三田了一を任命した。また、各地に回民小学校や、ムスリムの貿易商を宿泊させるための回民会館を作り、地元のイスラーム指導者や有力者をそれらの施設に起用した。そして、1939年6月22日、東亜経済調査局の所長であった大川周明は「支那回民諸君に告ぐ」という一文を発表し、その中で「過去に於いてかく輝かしい閲歴をもつ支那回民はいまや再び決起せんとしつつあるのである」と述べた。

### 結成までの道程

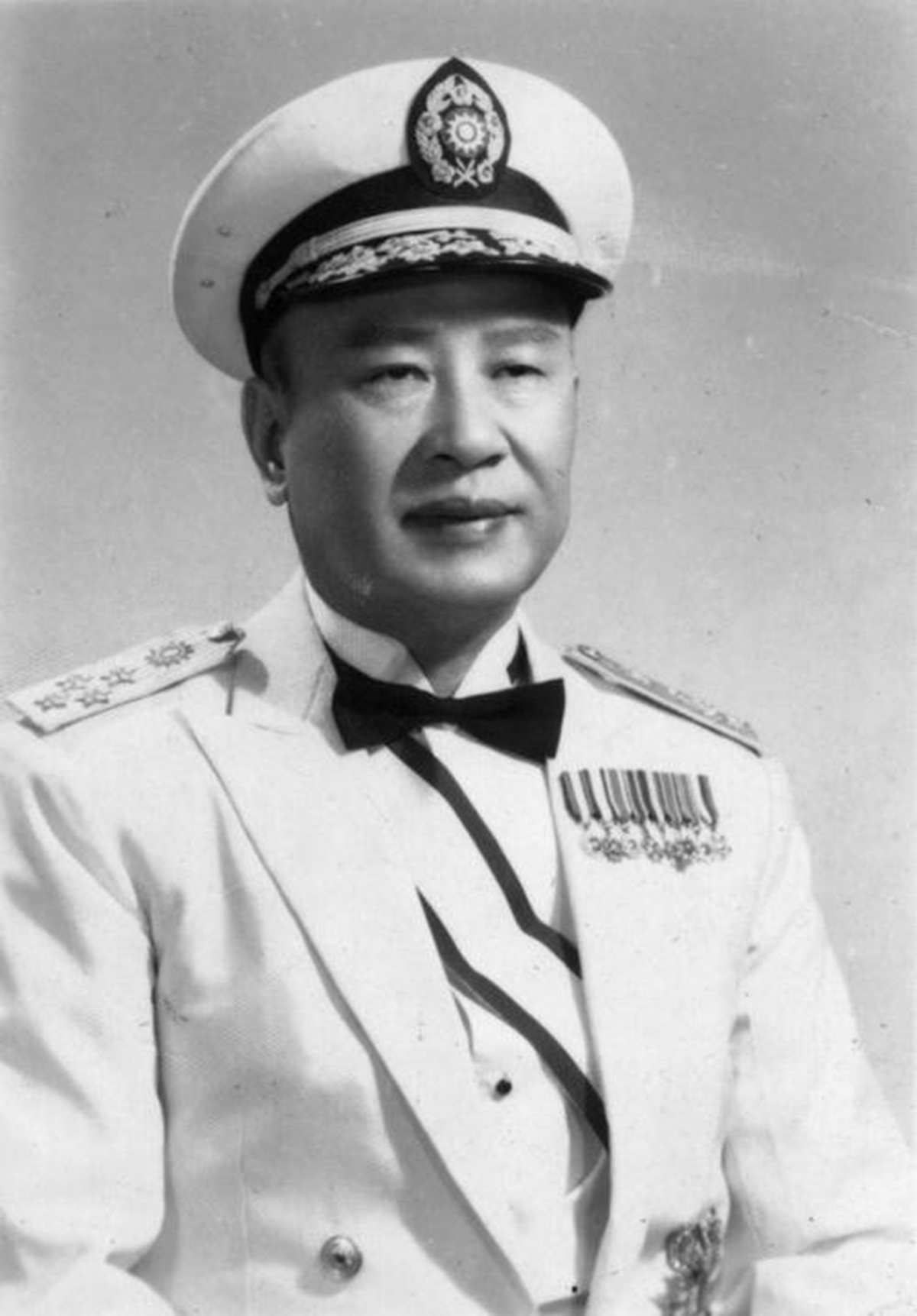
初代理事長の白崇禧

満洲事変以来、イスラームに限らず様々な宗教において日本への抗戦の動きが見られたが、日中戦争勃発によってその流れは加速され、宗教を核に団結して日本に立ち向かうという機運が高まった。かねてより全国規模のイスラーム組織の設立を目指していた王静斎は時子周と共に1938年1月、鄭州で中国回民抗日救国協会（以下、抗日協会）を発足させ、1月10日には設立宣言と宗旨を含んだ「中国回民救国協会宣言」を発布した。抗日協会は同年2月、漢口（現在の武漢市）で行われていた国際反侵略運動大会中国分会の反侵略運動宣伝週間で、全国のムスリムを代表して侵略活動への反対を表明した。また、それに触発された地元のムスリムがモスクで反侵略大会を挙行し、全国からムスリムの代表など来賓1000人が参加した。その中には国民党中央宣伝部部長の邵力子など政府要人の姿もあった。また同年4月に漢口で、抗日戦争に参加すべく、ムスリムによる「漢口市回民戦地服務団」が組織された。これは同年8月に「中国回民青年戦地服務団」に改組され、迫りくる日本軍を前にして全国でムスリムの団結が進んだ。
1938年4月、ムスリムであり国民政府の軍事副参謀総長であった白崇禧が、漢口に滞在している折に反侵略大会の来賓として集まった全国のイスラーム指導者たちと全国規模の組織の設立について協議し、抗日協会を拡大して中国のムスリムの中心組織にすることを決定した。同年5月に漢口で成立大会を開き、白崇禧を理事長、時子周と唐柯三を副理事長とする中国回民救国協会（以下、回民救国協会）が発足した。全国組織を目指す回民救国協会が漢口で発足したものの、当時の漢口には刻一刻と日本軍が迫っていたため、陥落間近の同年8月、回民救国協会は国民政府と共に重慶へ移り、1939年7月に第1回全国会員代表大会を開催した。大会では協会の改組を行い、また、名称を中国回教救国協会（以下、回教救国協会）に改めた。このようにして国民政府唯一の公認イスラーム組織が誕生した

### 日中戦争下での活動
彼らの目的は国民政府と共同で日本軍に抗戦し、その中で宗教的活動を行うことだった。戦時下における宗旨は「国民政府を擁護すること、三民主義に適応した行動を促進していくこと、抗戦建国に協力すること」であり、1939年、理事長の白崇禧は全職員への訓話の中で、協会は「救国と救教」の組織だと強調し、ムスリムに対して日本への抗戦を訴えた。協会の会則においても、その活動は宗教の宣伝、ムスリムの組織化・訓練、抗戦参加への宣伝、ムスリム教育の推進と援助などと規定されていた。
戦時下での具体的な活動としては、中国のモスクやイスラーム学校、ムスリムを対象とした調査、機関誌など出版物の発行や学術講演会の挙行といった国内での宣伝、モスクの管理やクルアーンの中国語訳といった教務、農場や工場の建設といった生産活動などが挙げられる。また、イスラームを侮辱する本の取り締まりの要請、被災したムスリムの救済、イスラーム学校の設立などムスリムの地位を向上させる活動も行った。これらの中でも、特に調査事業は回教救国協会が全国組織として活動するうえでの基礎となった。また、エジプト留学団の結成、中馬文化協会（中国-マレー文化協会）や中伊文化協会（中国-イスラーム文化協会）準備組織の設立を行い、マッカ巡礼団の派遣などの国際交流は中華民国とほかのイスラーム諸国との関係を保つ助けとなった。
また、日中戦争下においても各地の支部ではイスラームの祭りが執り行われていた。ラマダン明けには日中戦争勝利への祈祷と同胞への追悼が行われ、1944年に重慶で行われた犠牲祭にはイラン公使やその秘書、トルコ大使館の秘書といったイスラーム諸国の使節も参加した。
協会は、当時盛んになった憲法論議にも目を向けた。1940年1月11日の常務理事会において、憲政研究会を組織し、ムスリムを指導して選挙の運用を補助することが提案された。機関紙である「中国回教救国協会会刊」においても憲政問題の記事が増え、1936年に国民政府が交付した中華民国憲法草案、いわゆる五五草案を掲載し、ムスリムの立場から慎重な審査を加える必要があることを示した。
1942年に2回目の全体会員代表大会が開かれ、名称を現在まで使用されている中国回教協会に改めた。

### 日中戦争後
1945年8月、日本の敗戦によって第二次世界大戦、並びに日中戦争が終結した。国民政府が首都を重慶から南京に戻すのに従って、中国回教協会は、本部の所在地は国民政府の首都とするという会則に従って南京にその本部を移した。1945年に日本から中国への台湾が返還された後、協会の南京支部は抗日協会の設立者である王静斎、ムスリムでありイスラーム学者の常子春らと接触し、1947年12月23日に協会の台湾支部準備委員会を設立した。
しかし、1946年に勃発した国民政府と中国共産党との国共内戦において国民政府軍は共産党軍に敗北を重ね、台湾への撤退を余儀なくされた。創設から国民政府（1948年以降は中華民国政府に改組）の擁護を掲げ、理事長である白崇禧をはじめ上層部に国民党の関係者が多かった中国回教協会は、1949年に中華民国政府政府とともに台湾へ移ることとなった。このように中国回教具進会の後を受けて1938年に発足した協会は、10年以上の長きにわたり中国大陸に存続し、およそ全土に21か所の分会、291か所の支会を持つ、最も影響力のある全国規模のイスラーム組織であった。

### 遷台と復会
もともと、台湾とイスラームの関係は深いものではなかった。台湾へ最初に定着したムスリムは明末の時代、鄭成功らが台湾を拠点に清と争った際に現在の福建省から渡ってきた回族とされている。鄭成功の敗北後、台湾は清の統治下に置かれたが、日清戦争によって日本の統治下に置かれることとなり、日本統治下においては中国本土と台湾の交流は断たれ、台湾のムスリムは、台湾の伝統的な文化や風習の中に埋没していった。
1949年4月、中国回教協会は中華民国政府とともに台湾へ移転した。上層部や知識人、国民政府の役人や兵士など約2万人のムスリムが台湾へ移ったが、一般構成員の大部分は中国大陸へ残った。移転後、しばらくは人員不足と経済状況の困難から活動停止を余儀なくされた。しかし、政府の支援もあって1952年には出版物の刊行を再開し、1958年には正式に復会した。

### 台北清真寺の建設

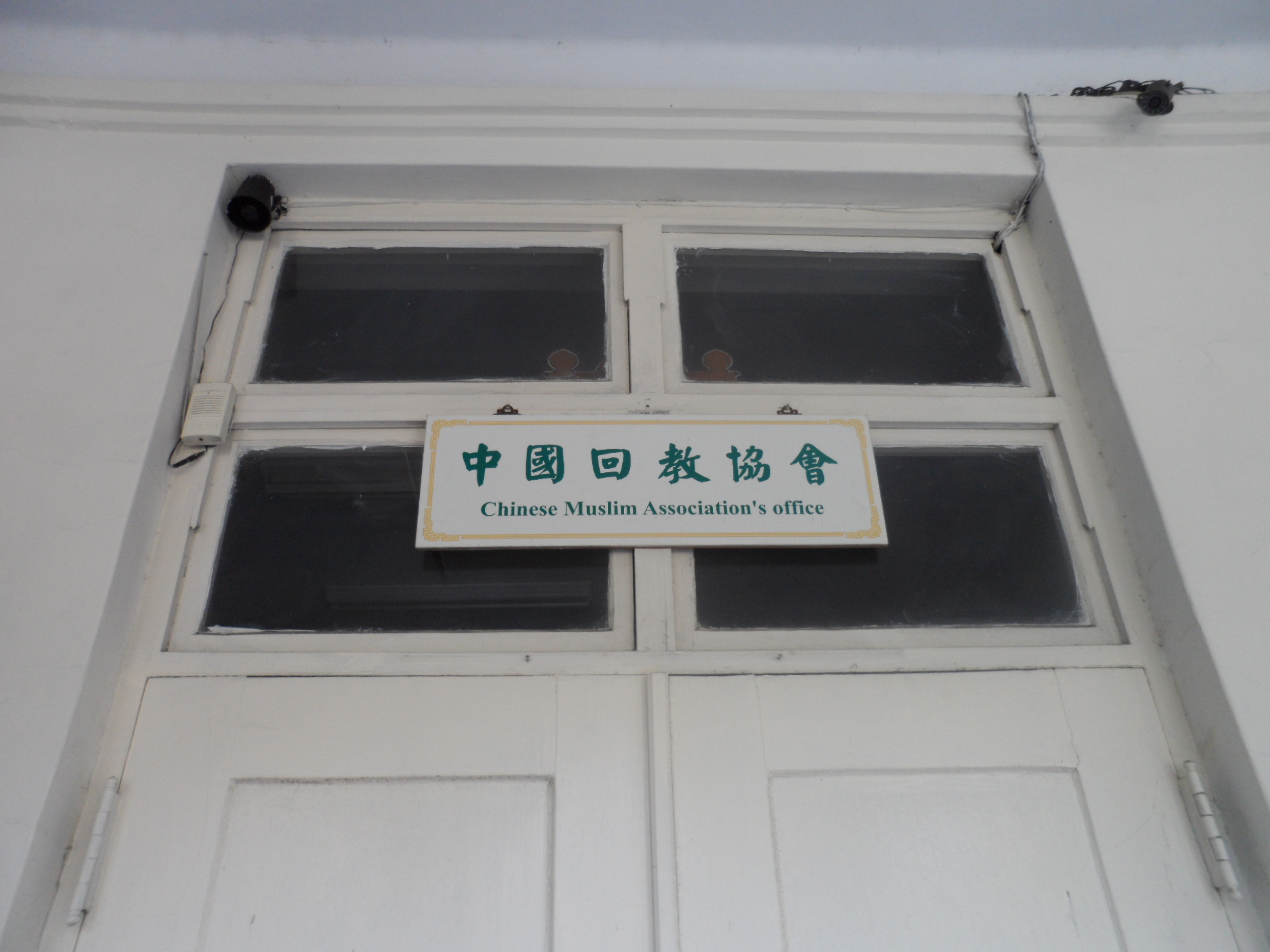
台北モスク内の中國回教協会事務室

当初、台湾に移ったムスリムは中古の日本式家屋などを礼拝所に用いていたが、ムスリムが増えるにしたがってモスク（清真寺）の必要性が生じた。しかし中国回教協会の財政状況は芳しくなく、中古の日本家屋をモスクとするのがやっとだった。理事長の白崇禧は政府にモスク建設を訴え、当時の外交部長（外務大臣）であった葉公超の支援を得て1949年12月12日に「台北清真寺建設委員会」が設立された。中華民国政府はイスラーム世界とより深い関係を築くためにモスク建設を強力に支援し、外交部からは建設資金600万元が与えられた。
協会は1958年に台北市の土地を購入し、彼らの活動拠点となる台北清真寺の建設に取り掛かった。地元のムスリムの寄付のほか、ヨルダンやイランからの資金援助、外交部を介した台湾銀行からの融資もあり、1960年4月に台北清真寺が完成し、協会の本部を清真寺内に置いた。その資金援助の内訳としては、ヨルダンとイランから150,000ドル、台湾銀行から10,0000ドルである。また、台湾に移り住んだ回族の故郷である寧夏回族自治区からも寄付があった。清真寺の完成記念式典では国民政府の副総統である陳誠が式辞を述べ、日本やオーストラリア、タイ、マレーシアなどの政治指導者や宗教指導者が招待された。台北モスクにはその後、イランのシャーであるモハンマド・レザー・パフラヴィーやヨルダン国王フセイン1世、ニジェールの元大統領アマニ・ディオリ、そしてサウジアラビアの国王ファイサル2世などイスラーム諸国の元首らが訪れた。
1990年、中国回教協会が台北モスクの建設のために購入した土地の元所有者が、土地の所有権を求め訴訟を起こした。裁判では協会側が全面勝訴したが、元所有者の死後、登記上の地権者であった彼の子供たちが土地をセメント会社に売却。1997年に名義の変更手続きが完了し、そのセメント会社が台北清真寺に立ち退きを要求する事件が起きた。1999年に劉文雄ら国会議員、外交部の西アジア局長、内政部の史跡科長らが集まって立法院で開かれた公聴会「清真寺的未来」において、協会はモスク取り壊しの中止を陳情した。協会並びに台湾のムスリムの主張はそのまま台湾メディアによって代弁され、同1999年3月29日、台北清真寺は築わずか30年ながら台北市の文化財である「市級古蹟」に認定され、取り壊しを免れた。

### 現在まで
現在、中国回教協会は国際交流をより活発化させている。2004年には台北で世界イスラーム連盟と国立政治大学共催の国際イスラームシンポジウムが開催され、世界各国から多くのウラマーや政府要人が訪れた。
2015年にトルコのイスタンブルで開かれた第一回アジア太平洋諸国イスラムリーダー会議において、協会は台湾代表として理事長の張明峻らを送った。張は基調講演において、ハラール認証などの台湾のムスリムフレンドリーをアピールし、一方で新たなモスク建立について支援を求めた。
2020年、協会はレバノンのNGOであるURDAと協力して、レバノンのベッカーやアッカールの難民キャンプで生活しているシリア難民に食糧や子供服などの支援を行った。

## 活動
中国回教協会は、主にモスクの運営やイスラーム文化の広報、ムスリムの権利向上、ムスリムフレンドリーを進めている台湾政府や地方自治体と協力した活動を行っている。
他にも、すでに信仰を失っている「元回民」に対する信仰回復活動や、前述の機関誌の「中国回教」の発行、放送活動を行っている。

### 教育

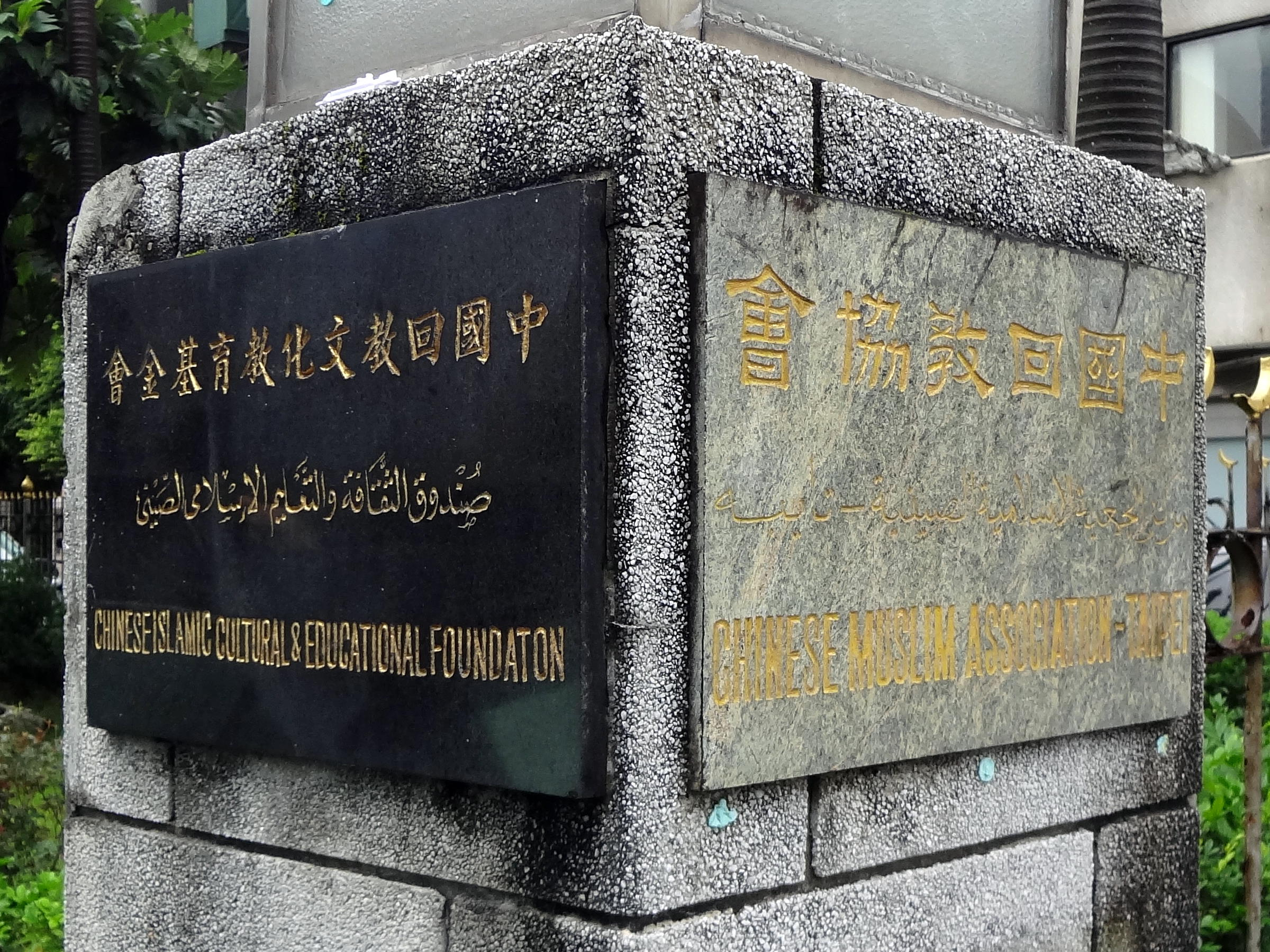
台北清真寺にある回教協会と文化教育基金会の看板

中国回教協会は国内のムスリムの育成に力を注いでおり、内政部（内務省）、外交部（外務省）の支援を受けて1976年に設立された中国回教文化教育基金会を介してムスリムへの奨学金、イスラームに関する講義を行い、また、台湾内の他のイスラーム組織の人員不足を補うためのボランティアも行っている。
協会はまた、宗教教義言及委員会を設立し、イスラームにまつわる書籍や文献をまとめ、アラビア語の資料を中国語に翻訳している。それらの資料はムスリムのイスラーム知識を向上させるために無料で公開されている。
協会は1954年から毎年欠かさずマッカ巡礼団を送っており、ムスリムによる台湾のアピールに期待を寄せている政府はこれを一定人数枠内で援助している。2009年の巡礼団は帰国後に馬英九総統と会見を行った。また、2019年の巡礼団は蔡英文総統と面会した。蔡は総統府を訪れたマッカ巡礼団に対し、ムスリムフレンドリーな環境づくり、イスラーム世界との協力を継続することを語った。

### ハラール認証

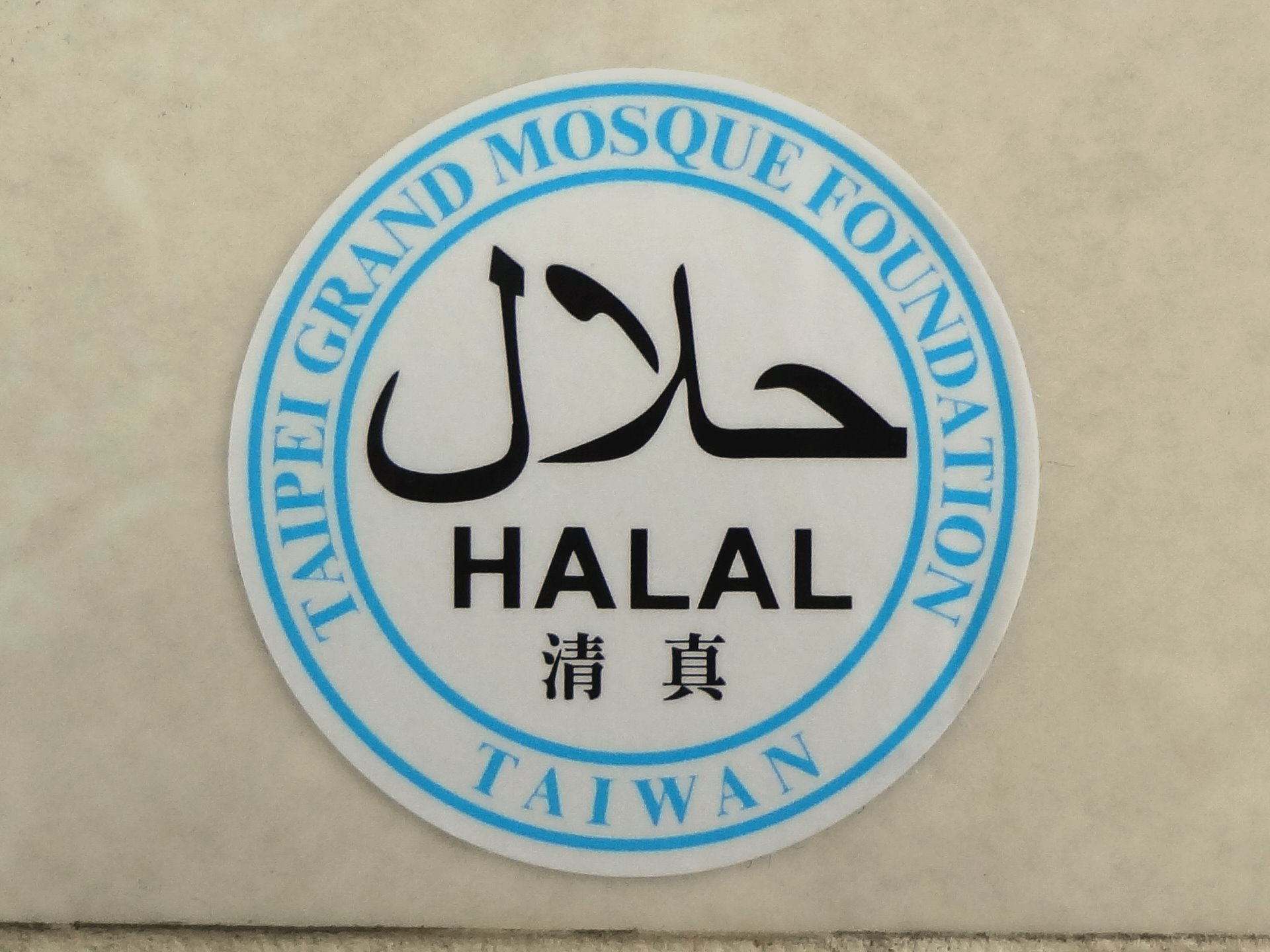
台北清真寺
が発行しているハラールステッカー

中国回教協会の主な活動の一つに、ムスリムが食べても良い食材や調理法を用いた料理であるハラールの認証がある。
台湾政府が本格的にムスリム産業に力を入れる以前、1990年代からハラール認証において中心的な役割を果たしていたのは中国回教協会などが運営するモスクで、その中でも台中清真寺は2007年に、台北清真寺は2010年にそれぞれ独自にマレーシア政府のハラール認証機関である「マレーシア・イスラム開発局」（JAKIM）からハラール認証機関として公認を受けた。
台湾政府は現在、ASEANや南インドとの関係を発達させる「新南向政策」において、インドネシアやマレーシアといったイスラーム諸国でのムスリム市場の開拓を本格化させており、これに伴って多くのハラール認証機関が設立された。その中のひとつに中国回教青年会によって台北文化清真寺に設立された「台湾ハラール産業品質保証推進協会」（THIDA）があり、これはマレーシアのイスラム教評議会やインドネシアのウラマー評議会、アラブ首長国連邦の環境水利省などから公認されている。中国回教協会は、2012年にTHIDAと協議を行い、台湾内のハラール認証を担当することになった。
中国回教協会は台湾政府の交通部観光局と協力して更なるハラール認証を推し進めた。これにより、2011年には15しかなかった認証取得済みレストランは100を超え、2013年12月には五つ星ホテルのランディスホテルやリージェント台北が認証を取得した。協会によると認証取得メーカーが2016年現在で356社、認証取得レストランが2020年現在で285軒ある。
中国回教協会のハラール認証の特徴は、事業者がムスリムか非ムスリムかに焦点を当てていることである。事業者がムスリムである場合は「ムスリムレストラン認証」が、非ムスリムである場合は「ムスリムフレンドリー認証」がなされる。なお、この2つは、名称は違えど取得要件などは基本的に同じものである。また、2014年からはこの2つに加え、宿泊施設にあるレストランを対象とした「ムスリムフレンドリー観光認証」、インドネシア人経営者を対象とした「ムスリムスナックショップ認証」、飛行機内の機内食や弁当などを作る集中調理施設を対象とした「ハラールキッチン認証」が追加された。なお、事業者によってはこれらのハラール認証を複数取得している。
| 名称                             | 台湾での名称         | 対象とする事業         | 事業者     |
| -------------------------------- | -------------------- | ---------------------- | ---------- |
| ムスリムレストラン               | 穆斯林餐廳           | レストラン             | ムスリム   |
| ムスリムフレンドリーレストラン   | 穆斯林友善餐廳       | レストラン             | 非ムスリム |
| ムスリムフレンドリー観光         | 穆斯林友善餐旅       | 宿泊施設のレストラン   | 非ムスリム |
| ハラールキッチン                 | 清真廚房             | 弁当などの集中調理施設 | ムスリム   |
| ムスリムスナックショップ（廃止） | 穆斯林餐廳及食品商店 | 軽食店や商店           | ムスリム   |

### ムスリムフレンドリー化

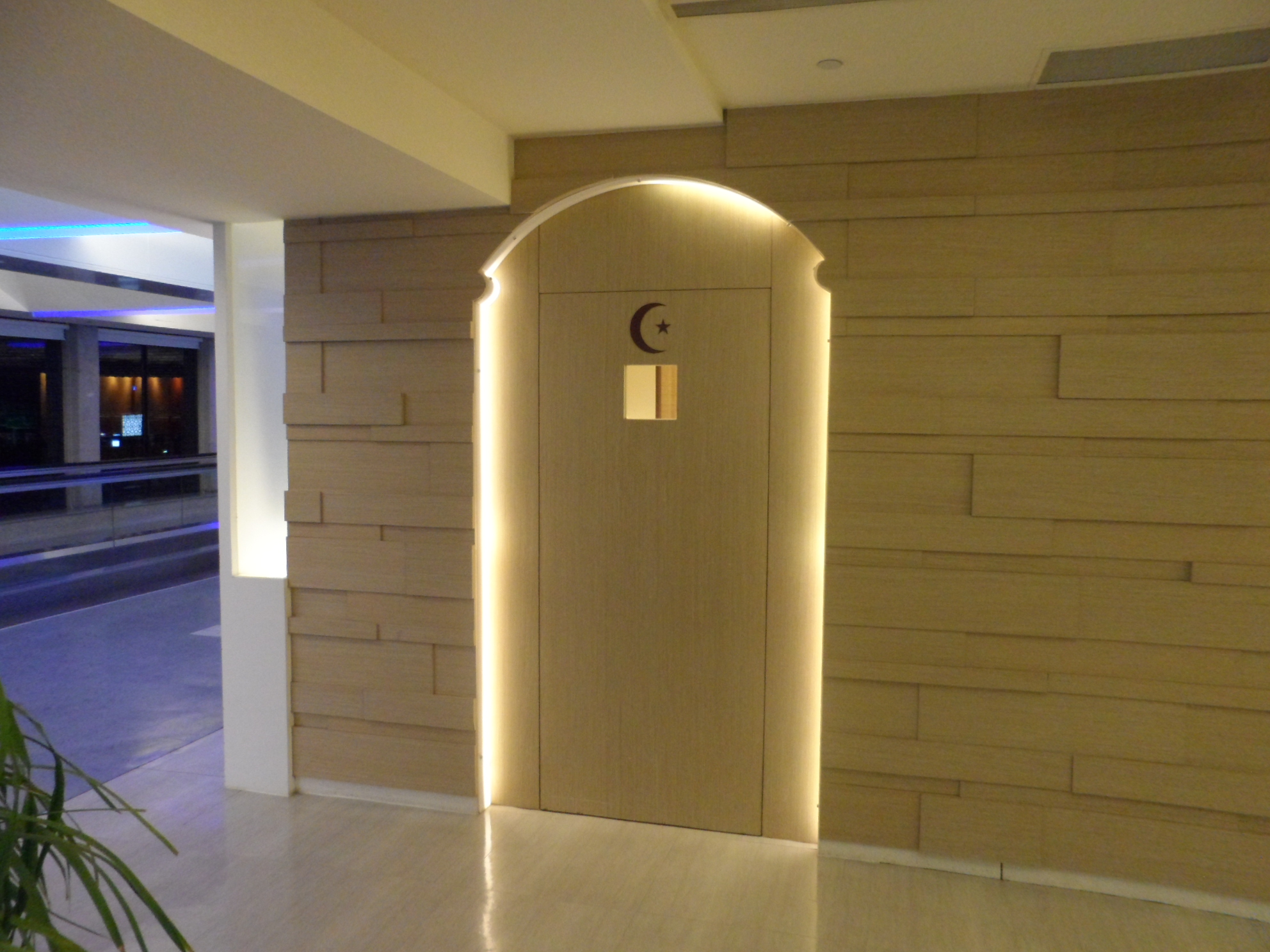
台湾桃園国際空港の礼拝室

前述の通り、台湾政府はイスラーム諸国を重視した政策を行っており、そうした国からやってくるムスリム移民や観光客へ配慮したムスリムフレンドリー化を進めている。その中で中国回教協会は政府や台湾観光協会と連携し、観光事業者へセミナーを開いたり指導を行うことでそれに協力している。また、駅や公共施設への礼拝所の設置を政府と共同で行っている。また、中国回教協会は、台北市にある国立台湾科技大学のムスリム学生団体と協力して「Halal.Taiwan」（ハラール台湾）というアプリの提供を開始した。このアプリではムスリム観光客のためにホテルやモスク、レストランなどの情報を提供する。

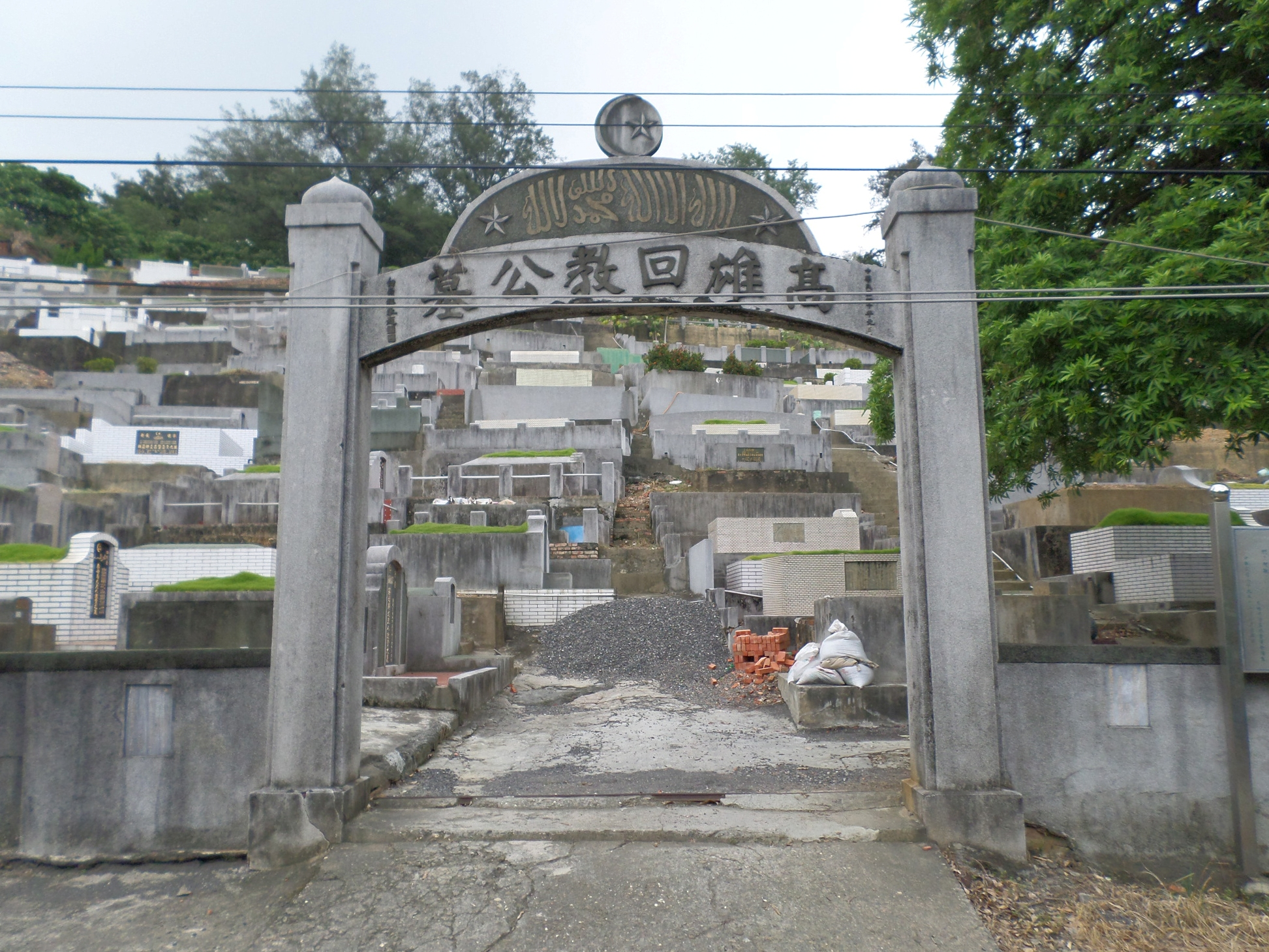
高雄市三民区の高雄回教公墓

中国回教協会は、高雄市が打ち出した高雄回教公墓（高雄イスラーム墓地）の移転と公園化に反対の意思を表明した。協議を行った結果、2014年、協会は墓地と公園の併用に同意したが、最終的には墓地が移転されることに決定した。高雄市は「ムスリムだけがムスリムの墓を扱うことが出来る」というイスラームの教義を尊重し、また、高雄市内のムスリムコミュニティに向けて公聴会を行った。2017年、高雄市の葬儀管理事務所はイスラーム教国であるマレーシアを訪問してイスラームの葬儀について学ぶなどムスリムへの配慮を示したが、協会は高雄市の動きが墓地移転の先例となることに懸念を示した。移転は2017年10月に開始され、2018年8月に完了した。

## 国内外の団体との関係

### 国内
台湾の有力なイスラーム組織として、1949年に中国の広州で設立された「中国回民青年反共建国大同盟」に始まる中国回教青年会（繁: 中國回教青年會）がある。回教協会と回教青年会はしばし衝突しており、1971年のサウジアラビア国王ファイサル2世の来訪時には、回教協会が参加した接待行事を回教青年会は欠席した。協会と青年会はお互いを批判しあい、関係は良好とは言えなかった。しかし、決して多くないムスリムは両会の協力を望み、1978年、青年会は協会の傘下となった。
2009年、協会はインドネシアのイスラーム組織ナフダトゥル・ウラマーの台湾支部であり、駐台インドネシア経済貿易代表処と協会の協力によって設立されたPCINU台湾との綿密な協力を表明した。当時の協会の代表は、台湾に多くいるインドネシア人労働者や留学生は台湾のイスラームにおいて非常に重要であると述べた。

### 国外
中国回教協会はサウジアラビアのメッカに拠点を置くNGOのムスリム世界連盟に加盟しており、連盟から様々な支援を受けている。1980年には元マレーシア首相のトゥンク・アブドゥル・ラーマンによるイスラーム組織RISEAPの設立を支援し、現在も深い関係にある。
2007年、中国回教協会は前述のナフダトゥル・ウラマーに教育面での協力を申し出た。台湾で学ぶ財力がないインドネシアの若者に奨学金を付与するとし、逆にナフダトゥル・ウラマはインドネシアの台湾人女性ウラマーの育成に協力するとした。
協会はまた、中華人民共和国の中国イスラム教協会との交流を進めている。回教協会は2005年、イスラム教協会に中国本土へ招待され、5月22日から31日の日程で理事ほか代表団8名を送った。北京滞在中、代表団は国家宗教事務局と面会し、イスラム教協会と両国間の協力を協議した。また、寧夏回族自治区や甘粛省などムスリムが多い地域を視察した。2010年にはイスラム教協会が台湾を訪問。回教協会の理事長がこれと応対した。2014年10月に中国イスラム教協会はハラール食品に関する訪問団を台湾へ送った。

## 運営しているモスク
中国回教協会が運営しているモスクは以下の通りである。なお、台北文化清真寺は中国回教青年会が、大園清真寺は台湾ムスリム協会（繁: 台湾穆斯林輔導協會）が、花蓮清真寺はナフダトゥル・ウラマーの台湾支部である「PCINU台湾」が運営している。
| 名称       | 台湾での名称 | 英名                | 画像 | 竣工年                        | 所在地       |
| ---------- | ------------ | ------------------- | ---- | ----------------------------- | ------------ |
| 台北清真寺 | 臺北清真寺   | Taipei Grand Mosque |      | 1947年（初代） 1960年（現在） | 台北市大安区 |
| 高雄清真寺 | 高雄清真寺   | Kaohsiung Mosque    |      | 1949年（初代） 1992年（現在） | 高雄市苓雅区 |
| 台中清真寺 | 臺中清真寺   | Taichung Mosque     |      | 1951年（初代） 1990年（現在） | 台中市南屯区 |
| 龍岡清真寺 | 龍岡清真寺   | Longgang Mosque     |      | 1967年（初代） 1989年（現在） | 桃園市中壢区 |
| 台南清真寺 | 臺南清真寺   | Tainan Mosque       |      | 1996年                        | 台南市東区   |